# كوريا الجنوبية في الألعاب الأولمبية الصيفية 2016
نافست كوريا الجنوبية في دورة الألعاب الأولمبية الصيفية 2016 في ريو دي جانيرو، البرازيل، من 05-21 أغسطس 2016. وكان هذا الظهور السابع عشر للبلاد في دورة الألعاب الاولمبية. كوريا الجنوبية لم تحضر دورة الألعاب الاولمبية الصيفية عام 1980 في موسكو بسبب الحرب السوفيتيه في أفغانستان.